# Jan Grudziński

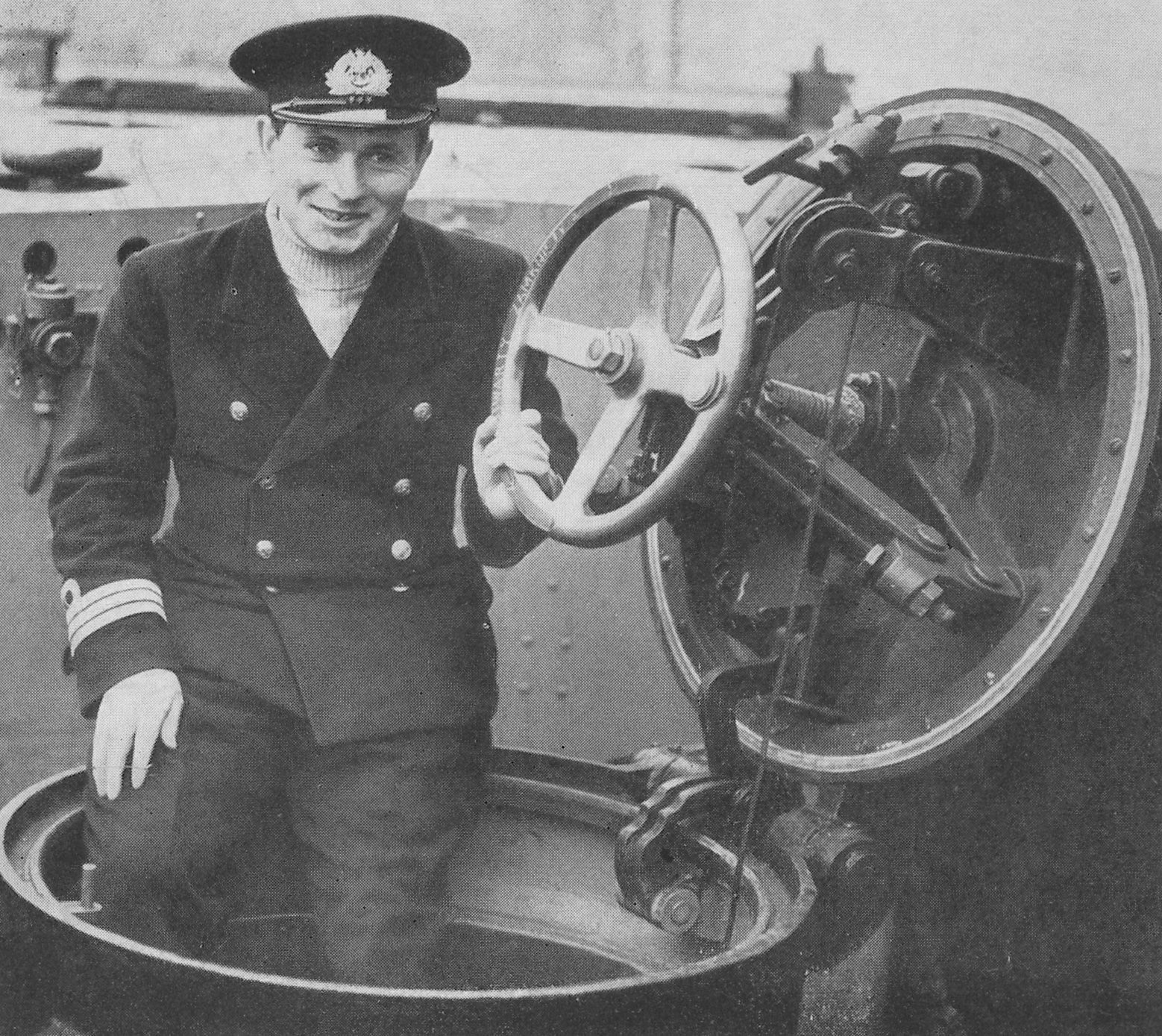
Jan Grudziński

Jan Grudziński (* 3. Dezember 1907 in Kiew; † 23. Mai 1940 in der Nordsee) war ein polnischer Marineoffizier im Zweiten Weltkrieg. Grudziński kommandierte das U-Boot ORP Orzeł, das seit dem 23. Mai 1940 in der Nordsee vermisst wird.

## Biografie
Jan Grudziński studierte ab 1925 an der I Korpus Kadetów in Lwów (Lemberg) und trat der polnischen Marine bei. Am 15. August 1928 wurde er zum podporucznik marynarki, 1932 zum porucznik marynarki und 1936 zum kapitan marynarki befördert.
In den 1930er-Jahren diente Grudziński auf den Minensuchbooten ORP Smok und ORP Kujawiak.
Im April 1939 wurde er Erster Offizier auf dem U-Boot ORP Sęp. Das Boot befand sich noch in der niederländischen Bauwerft, und die polnische Marineführung befürchtete, dass bei Ausbruch eines Konfliktes mit Deutschland die neutralen Niederlande das Boot nicht mehr ausliefern würden. Das Boot wurde bei Testfahrten nach Polen „entführt“.
Am 1. Juni ersetzte er Józef Chodakowski als ersten Offizier der ORP Orzeł.
Grudziński galt als schüchtern und still. Er hatte fast keine Erfahrungen mit U-Booten, weshalb ihm der Kommandant des U-Bootes Henryk Kłoczkowski nicht vertraute. Das Verhältnis der beiden Offiziere war von Anfang an belastet.
Als das U-Boot bei Kriegsbeginn am 1. September zum Kampfeinsatz auslief, kam es schnell zu offenen Konflikten zwischen Grudziński und seinem Kommandanten. Der Kommandant traf mehrere unverständliche Entscheidungen und ließ sich später in Estland internieren. Dadurch wurde Grudziński zum Kommandanten. Er entschloss sich, das inzwischen internierte U-Boot zu befreien und nach Großbritannien durchzubrechen, was auch gelang.
Am 16. November 1939 wurde Jan Grudziński von General Władysław Sikorski für seine Verdienste mit dem Krzyż Srebrny Order Virtuti Militari (Orden des silbernen Kreuzes) ausgezeichnet. Er traf auch mehrfach auf König Georg VI., der ihm am 10. Dezember den Distinguished Service Order verlieh.
Danach kommandierte Grudziński ORP Orzeł auf mehreren Feindfahrten, die hauptsächlich vor die norwegische Küste führten. Am 8. April 1940 gelang der größte Erfolg des U-Bootes, als der deutsche Truppentransporter Rio de Janeiro, der auf dem Weg zur deutschen Invasion in Norwegen war, versenkt wurde.
ORP Orzeł wird seit dem 23. Mai 1940 mit der gesamten Besatzung vermisst. Wahrscheinlich ist das U-Boot auf eine britische Seemine gelaufen.
Grudziński wurde postum zum Komandor Podporucznik befördert und mit 4 weiteren Orden geehrt. (Krzyż Walecznych, Medal Morski, Udział Polaków w Kampanii Norweskiej und Złoty Krzyż Virtuti Militari (Orden des goldenen Kreuzes)).

## Karriere
- 1928 – podporucznik marynarki – (vergleichbar mit Leutnant zur See)
- 1932 – porucznik marynarki  – (vergleichbar mit Oberleutnant zur See)
- 1936 – kapitan marynarki – (vergleichbar mit Kapitänleutnant)
- 1940 – komandor podporucznik (postum) – (vergleichbar mit Korvettenkapitän)